# Атлетика на Летњим параолимпијским играма 2016 — 200 метара за жене T11
Трка на 200 метара у класи 11 за жене, била је једна од 29 дисциплина атлетског програма на Летњим параолимпијским играма 2016. у Рио де Жанеиру, Бразил. Такмичење је одржано 12. и 13. септембра на Олимпијском стадиону Жоао Авеланж.

## Земље учеснице
Учествовало је 18 такмичарки из 15 земаља.
1. Ангола (1)
2. Бразил (3)
3. Венецуела (1)
4. Италија (1)
5. Кенија (1)
6. Кина (2)
7. Колумбија (1)
8. Мексико (1)
9. Намибија (1)
10. Нигерија (1)
11. Обала Слоноваче (1)
12. Пољска (1)
13. Тајланд (1)
14. Уједињено Краљевство (1)
15. Шпанија (1)

## Рекорди пре почетка такмичења
(стање 8. септембра 2016.)
| Рекорди пре почетка Параолимпијских игара 2016.     | Рекорди пре почетка Параолимпијских игара 2016. | Рекорди пре почетка Параолимпијских игара 2016. | Рекорди пре почетка Параолимпијских игара 2016. | Рекорди пре почетка Параолимпијских игара 2016. | Рекорди пре почетка Параолимпијских игара 2016. |
| --------------------------------------------------- | ----------------------------------------------- | ----------------------------------------------- | ----------------------------------------------- | ----------------------------------------------- | ----------------------------------------------- |
| Светски рекорд                                      | 24,44                                           | Либи Клег                                       | Велика Британија                                | Лондон, Уједињено Краљевство                    | 23. јул 2016.                                   |
| Параолимпијски рекорд                               | 24,82                                           | Терезина Гуилермина                             | Бразил                                          | Лондон, Уједињено Краљевство                    | 12. септембар 2012.                             |
| Рекорди после завршених Параолимпијских игара 2016. |                                                 |                                                 |                                                 |                                                 |                                                 |
| Параолимпијски рекорд                               | 24,51                                           | Либи Клег                                       | Велика Британија                                | Рио де Жанеиро, Бразил                          | 13. септембар 2016.                             |

## Сатница
| Датум               | Време | Ниво               |
| ------------------- | ----- | ------------------ |
| 12. септембар 2016. | 11:26 | Квалификације (Г1) |
| 12. септембар 2016. | 11:34 | Квалификације (Г2) |
| 12. септембар 2016. | 11:42 | Квалификације (Г3) |
| 12. септембар 2016. | 11:50 | Квалификације (Г4) |
| 12. септембар 2016. | 11:58 | Квалификације (Г5) |
| 12. септембар 2016. | 19:43 | Полуфинале (Г1)    |
| 12. септембар 2016. | 19:49 | Полуфинале (Г2)    |
| 12. септембар 2016. | 19:55 | Полуфинале (Г3)    |
| 13. септембар 2016. | 19:42 | Финале             |

Сва времена су по локалном времену (UTC+3)

## Освајачи медаља
|                                  |                    |                   |
| Либи Клег · Уједињено Краљевство | Цуејћинг Љу · Кина | Гуохуа Џоу · Кина |

## Резултати

### Квалификације
Квалификације су одржане 12.9.2016. годину у 11:26, 11:34, 11:42, 11:50 и 11:58. Такмичарке су биле подељене у пет група. У финале су се пласирале првопласиране такмичарке из сваке групе и 7 на основу резултата.,,
| Пласман | Група | Атлетичарка                  | Земља                | Класа | ЛР    | ЛРС   | Резултат | Белешка    |
| ------- | ----- | ---------------------------- | -------------------- | ----- | ----- | ----- | -------- | ---------- |
| 1.      | 5     | Терезина Гуилермина          | Бразил               | Т11   | 24,60 |       | 25,07    | КВ, ЛРС    |
| 2.      | 1     | Цуејћинг Љу                  | Кина                 | Т11   | 24,75 |       | 25,17    | КВ, ЛРС    |
| 3.      | 5     | Гуохуа Џоу                   | Кина                 | Т11   | 26,09 | 26,09 | 25,21    | кв, ЛР     |
| 4.      | 1     | Лахја Исхитиле               | Намибија             | Т11   | 26,26 | 26,61 | 25,61    | кв, РР, ЛР |
| 5.      | 1     | Сол Рохас                    | Венецуела            | Т11   | 26,28 | 26,28 | 25,81    | кв, ЛР     |
| 6.      | 4     | Либи Клег                    | Уједињено Краљевство | Т11   | 24,44 | 24,44 | 25,90    | КВ         |
| 7.      | 2     | Соња Сирли Луна Родригез     | Колумбија            | Т11   | 26,80 | 26,80 | 26,31    | КВ, ЛР     |
| 8.      | 2     | Жулија дос Сантос            | Бразил               | Т11   | 25,62 | 25,62 | 26,59    | кв         |
| 9.      | 3     | Жеруса Гебер Сантос          | Бразил               | Т11   | 25,59 | 25,49 | 26,60    | КВ         |
| 10.     | 5     | Џоана Мазур                  | Пољска               | Т11   | 26,73 | 26,73 | 26,62    | кв, ЛР     |
| 11.     | 4     | Есперанца Гицасо             | Ангола               | Т11   | 27,18 | 27,63 | 26,67    | кв, ЛР     |
| 12.     | 3     | Кевалин Ванаруемон           | Ангола               | Т11   | 26,36 | 26,99 | 26,73    | кв, ЛРС    |
| 13.     | 4     | Дијана Лора Кораза Кастанеда | Мексико              | Т11   | 27,36 | 27,36 | 27,18    | ЛР         |
| 14.     | 3     | Арјола Дедај                 | Италија              | Т11   | 27,70 | 28,07 | 27,69    | ЛР         |
| 15.     | 5     | Лиа Бел Кинтана              | Шпанија              | Т11   | 29,15 | 29,15 | 29,65    |            |
| 16.     | 1     | Ненси Челангат Коеч          | Кенија               | Т11   | 30,19 | 30,19 | 29,88    | ЛР         |
|         | 2     | Фатимата Брижит Диасо        | Обала Слоноваче      | Т11   | 26,08 | 28,26 | Диск.    | чл. 19.4   |
|         | 2     | Ловина Оњегбуле              | Нигерија             | Т11   | 25,27 |       | Диск.    | чл. 7.10   |

### Полуфинале
Полуфинале је одржано 12.9.2016. годину у 19,43, 19,49 и 19:55. Такмичарке су биле подељене у три групе. У финале су се пласирале победнице по групама и 1 на основу резултата.,,
| Пласман | Група | Атлетичарка              | Земља                | Класа | Резултат | Белешка |
| ------- | ----- | ------------------------ | -------------------- | ----- | -------- | ------- |
| 1.      | 1     | Терезина Гуилермина      | Бразил               | Т11   | 24,86    | КВ, ЛРС |
| 2.      | 1     | Гуохуа Џоу               | Кина                 | Т11   | 25,07    | кв, ЛР  |
| 3.      | 3     | Цуејћинг Љу              | Кина                 | Т11   | 25,21    | КВ      |
| 4.      | 2     | Либи Клег                | Уједињено Краљевство | Т11   | 25,24    | КВ      |
| 5.      | 1     | Лахја Исхитиле           | Намибија             | Т11   | 25,37    | РР, ЛР  |
| 6.      | 3     | Сол Рохас                | Венецуела            | Т11   | 25,47    | ЛР      |
| 7.      | 3     | Жеруса Гебер Сантос      | Бразил               | Т11   | 25,76    |         |
| 8.      | 2     | Соња Сирли Луна Родригез | Колумбија            | Т11   | 26,37    |         |
| 9.      | 2     | Жулија дос Сантос        | Бразил               | Т11   | 26,42    |         |
| 10.     | 1     | Кевалин Ванаруемон       | Тајланд              | Т11   | 26,81    |         |
| 11.     | 2     | Џоана Мазур              | Пољска               | Т11   | 26,87    |         |
| 12.     | 3     | Есперанца Гицасо         | Ангола               | Т11   | 26,92    |         |

### Финале
Такмичење је одржано 13.9.2016. годину у 19:42,,
| Пласман | Атлетичарка         | Земља                | Класа | Резултат | Белешка  |
| ------- | ------------------- | -------------------- | ----- | -------- | -------- |
|         | Либи Клег           | Уједињено Краљевство | Т11   | 24,51    | ПР       |
|         | Цуејћинг Љу         | Кина                 | Т11   | 24,85    | ЛРС      |
|         | Гуохуа Џоу          | Кина                 | Т11   | 24,99    | ЛР       |
| 4.      | Терезина Гуилермина | Бразил               | Т11   | Диск.    | чл. 17.8 |